# Julián Muñoz Lizcano
Julián Muñoz Lizcano va ser un polític i militar espanyol d'ideologia socialista.
Membre del Partit Socialista Obrer Espanyol (PSOE), després de l'esclat de la Guerra civil es va unir a les forces republicanes. Va arribar a formar part de comissari polític de l'Exèrcit Popular de la República. Durant la contesa va exercir com a comissari de la 25a Brigada Mixta, de la 35a Divisió, així com dels cossos d'exèrcit XX i XI. Al final de la contesa ocupava la prefectura d'Estat Major del XI Cos d'Exèrcit, al front del Segre.